# Новосёловское муниципальное образование
Новоселовское муниципальное образование — муниципальное образование со статусом сельского поселения в Казачинско-Ленском районе Иркутской области России. Административный центр — посёлок Окунайский.

## Демография
По результатам Всероссийской переписи населения 2010 года
численность населения муниципального образования составила 1034 человек, в том числе 508 мужчин и 526 женщин.

## Населённые пункты
В состав муниципального образования входят населённые пункты
- Окунайский
- Конец Луг
- Новосёлово